# Station Kolind
Station Kolind is een spoorweghalte in Kolind in de Deense gemeente Syddjurs. De halte ligt aan de lijn Aarhus - Grenaa. 